# Anthurium reflexinervium
Anthurium reflexinervium är en kallaväxtart som beskrevs av Thomas Bernard Croat. Anthurium reflexinervium ingår i släktet Anthurium och familjen kallaväxter. Inga underarter finns listade.